# شاكر بن هزاع العبدلي
 شاكر بن هزاع بن عبد الله العبدلي أخر قائم مقام للعاصمة المقدسة في المملكة العربية السعودية سابقا، واشتهر بعلمه في مجال التاريخ والجغرافيا والأنساب وبسعيه في حل المشاكل والمنازعات القبلية.

## مناصبه
- قائم مقام العاصمة المقدسة

## مولده ونشأته
ولد في شعب عامر سنة 1347هـ وبها نشأ على يد والده هزاع بن عبد الله العبدلي الذي كان قائم مقام مكة وأخواله الخناني من بني صخر. وله من الأبناء: فواز وفيصل ونواف وهزاع

## علمه
كان لوالده اهتمام وعناية به منذ صغره في تحصيل العلم وحمله ، فاتجه شاكر أولاً للتعليم النظامي ، ودرس بالمدرسة السعودية ، والمعهد العلمي ، وبرع حتى رشح للابتعاث للدراسة في الخارج ، ولكنه آثر البقاء في مكة وطلب العلم الشرعي وحصله على يد جلة من العلماء ومنهم العلامة الموسوعي المطلع فضيلة الشيخ محمد بن عبد العزيز بن مانع مدير المعارف آنذاك ، وأخذ أيضاً عن العلامة الشيخ يحيى أمان نائب رئيس المحكمة الكبرى بمكة المكرمة ، وغيرهم .

## معرفته بعلم الجغرافيا والتاريخ والأنساب
كان صاحب قول معتمد  في حدود مكة ، وحرمها ومعالمها مما جعل أكابر العلماء يرجعون إليه في هذا كأمثال محمد بن إبراهيم آل الشيخ مفتي السعودية ، وخلفه عبد العزيز بن باز ، وغيرهما من أعضاء هيئة كبار العلماء ، والقضاة آنذاك ، وكذلك حمد الجاسر ، ومثله الدكتور عبد الملك بن دهيش فيما كتبه عن حدود البلد الحرام وكذلك الدكتور سامي عنقاوي في ما كتبه من دراسات وأبحاث بمركز أبحاث الحج وكذلك عاتق البلادي .

## وفاته
توفي في آخر ليلة من شهر رمضان سنة 1425 وقد حضر عزاءه ملك البلاد وولي عهده وأمراؤها ووزراءها ومسئوليها.